# Agustin Amigo

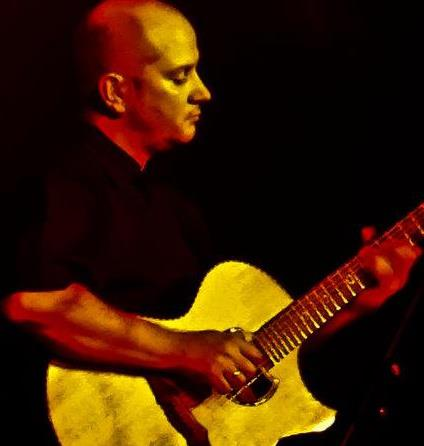
Agustin Amigo auf der Bühne.

Agustin Amigo (* 9. Dezember 1970 in Santa Cruz, Teneriffa) ist ein spanischer Gitarrist und Komponist.

## Leben
Im Alter von zehn Jahren begann Agustin Amigo auf der alten Wandergitarre seiner Mutter autodidaktisch nach Gehör zu spielen. Als Dreizehnjähriger stand er bereits im Finale des Wettbewerbs Jugend musiziert in Valencia. Er absolvierte sowohl das spanische als auch das deutsche Abitur und übersiedelte nach Deutschland, um an der Albert-Ludwigs-Universität in Freiburg im Breisgau Chemie zu studieren. Inspiriert von Pedro Guerra und Silvio Rodríguez, aber auch von The Edge und Andy Summers, begann er zu dieser Zeit auch mit dem Schreiben von Eigenkompositionen. Neben dem Studium verdiente er sich mit Straßenmusik und Auftritten in Cafés ein wenig Geld hinzu. Im Jahre 1999 schloss er sein Studium mit der Promotion ab, heiratete und zog nach Lörrach um.
Ab der Jahrtausendwende widmete sich Agustin Amigo wieder ganz der Gitarrenmusik und seinen Kompositionen, auch baute er sich ein Homerecording-Tonstudio auf. Ab dem Jahr 2005 reichte die Anzahl der Eigenkompositionen aus, um Konzerte zu geben, es handelte sich dabei um spanische Texte, selbst begleitet mit Gitarre. Mehrere Konzerte, z. B. in Madrid, folgten. 2007 lernte er den Gitarristen Ulli Bögershausen kennen und begann sich intensiv mit der Fingerstyle-Technik zu beschäftigen. 2009 veröffentlichte Amigo mehrere Videos auf YouTube, die so erfolgreich waren, so dass sie der koreanische Fingerstyle-Gitarrist Sungha Jung coverte wie etwa Amigos Arrangement von Video Killed the Radio Star. Das positive Feedback gegenüber seinem YouTube-Kanal veranlasste Amigo schließlich im Jahr 2010, seine erste CD Words I couldn´t say zu veröffentlichen, die in der Fachpresse wie etwa in der Zeitschrift Akustik Gitarre ein positives Echo fand. Seit 2019 widmet sich Amigo vor allem der Komposition und Musikproduktion und veröffentlicht seine Werke auf Musik Streaming-Plattformen. 2024 wurde seine Komposition For Robin mit dem dritten Preis im  Ninth International Fidelio Guitar Composition Competition ausgezeichnet. Neben solo Werken hat Amigo zahlreiche Duette mit dem deutschen Gitarrist Ulli Boegershausen produziert. 

## Sonstiges
Agustin Amigo spielt akustische Gitarren von Lakewood.

## Diskografie
- 2010: Words I couldn´t say
- 2011: If Only you knew
- 2012: Turtle in the Sun
- 2014: Singapore
- 2015: The Power of Love
- 2019: Fallen Leaves
- 2019: Slow and Peaceful Guitar
- 2020: From my Guitar Room
- 2020: Something Good
- 2021: Colouring the Waves
- 2021: Still Always
- 2021: Romantic Guitar Solos
- 2022: Pure Guitar
- 2022: Swatches
- 2023: Fragmentos
- 2024: Monologues
- 2024: El Canto de la Lluvia
- 2025: Piezas Breves